# Thomas Wyck
Pour les articles homonymes, voir Wyck (homonymie) et Wijck.
Thomas Wyck ou Thomas Wijck ou Thomas Wijk (1616, Beverwijk - 1677, Haarlem) est un peintre néerlandais du siècle d'or.

## Biographie
Thomas Wyck est né en 1616 à Beverwijk aux Pays-Bas. Il est issu d'une famille de peintres et dessinateurs. Il apprend la peinture auprès de son père. Il voyage en Italie vers 1640. C'est l'année où l'on retrouve la trace de ‘Tommaso fiammingo, pittore’ (Thomas le Flamand, peintre) comme résident dans la Via de la Fontanella à Rome. Il a également résidé à Naples, où il a exécuté de nombreuses esquisses préparant des dessins du paysage côtier.
En 1642, Thomas est de retour aux Pays-Bas et s'installe à Haarlem. Il devient membre de la Guilde de Saint-Luc d'Haarlem. Il peint des œuvres couvrant divers sujets : des paysages côtiers ou maritimes, avec des bateaux entrant dans des ports, ou bien des personnages, tels que par exemple des alchimistes, ou bien des scènes ou des lieux de la vie quotidiennes, tels que des marchés, des foires ou l'intérieur d'une pharmacie. En 1660, il est nommé doyen de la Guilde des peintres. Il part en Angleterre pendant la Restauration, et exécutera sur place de nombreuses œuvres. Durant son voyage, il est accompagné par son fils Jan Wyck, lui aussi peintre qui demeurera en Angleterre jusqu'à la fin de ses jours et jouera un rôle important dans le domaine de la peinture dans ce pays. Thomas Wyck peint une vue de Londres avant l'incendie de 1666, ainsi que plusieurs quartiers de Londres. Il peint également plusieurs fois l'incendie de Londres.
Il meurt en août 1677 à Haarlem.

## Œuvres

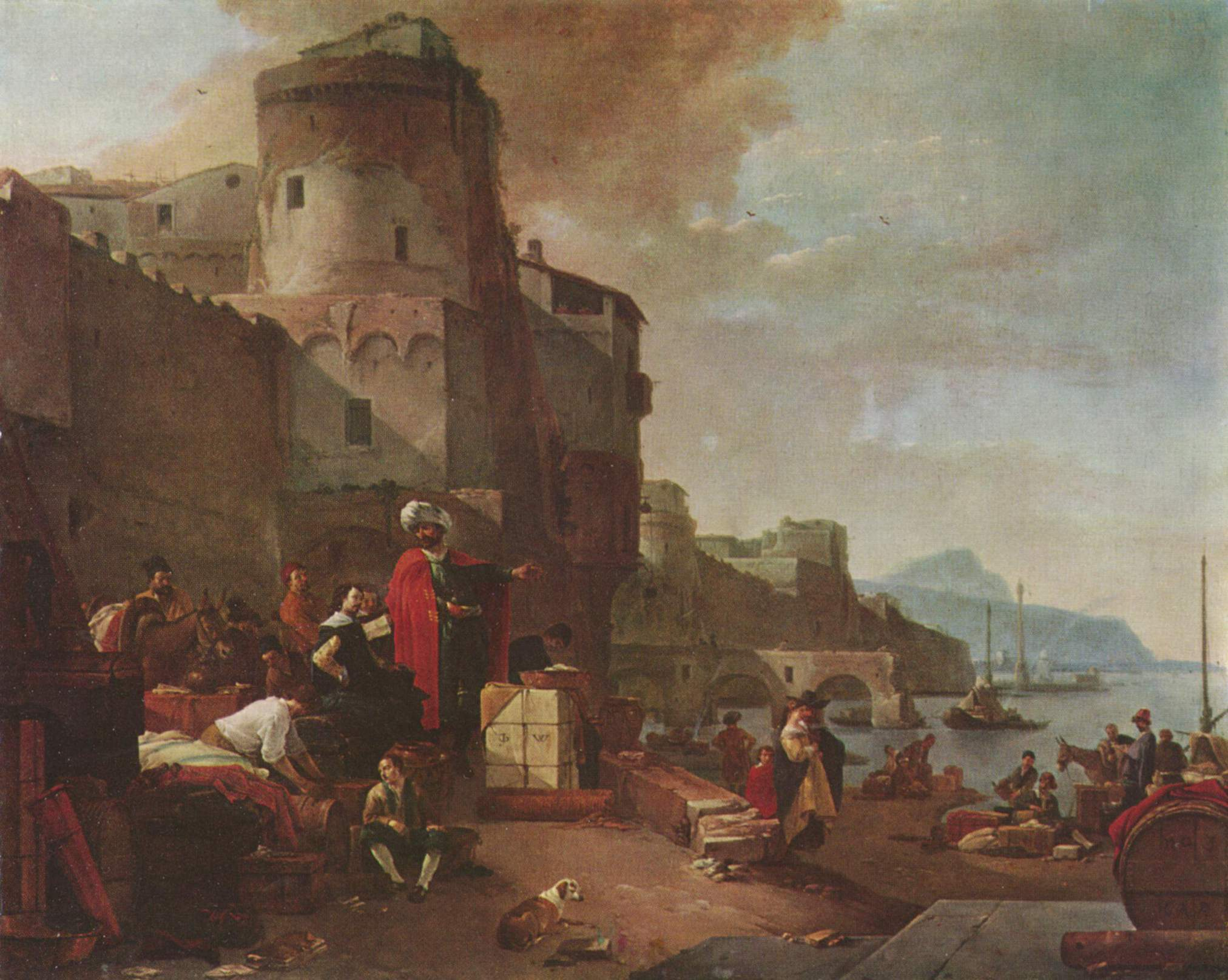
Port italien, Thomas Wyck

- Cour intérieure italienne avec un puits[2], Rijksmuseum, Amsterdam ;
- Halte de Bohémiens, bois, 24 × 30 cm, collection Courtois, musée des Beaux-Arts de Chartres[3].